# Большая Куланга
Большая Куланга — деревня в Кайбицком районе Татарстана, в 14 км к востоку от районного центра Больших Кайбиц. Входит в состав Муралинского сельского поселения.

## География
Деревня расположена на реке Куланга.

## История
Основана во 2-й половине XVII века. В дореволюционных источниках известна также под названием Куланга, Петропавловское. В XVIII — 1-й половине XIX веков жители относились к категории государственных крестьян. Занимались земледелием, разведением скота. В начале XX века в Большой Куланге функционировали Петропавловская церковь (построена в 1801-03 годах; памятник архитектуры), земская школа, 3 ветряные мельницы, 2 мелочные лавки. В этот период земельный надел сельской общины составлял 1144 десятины. До 1920 года деревня входила в Кушманскую волость Свияжского уезда Казанской губернии. С 1920 года в составе Свияжского кантона ТАССР. С 14 февраля 1927 года в Кайбицком, с 1 февраля 1963 года в Буинском, с 4 марта 1964 года в Апастовском, с 19 апреля 1991 года в Кайбицком районах.

## Демография
- 1782 год — 144 души мужского пола
- 1859 год — 372
- 1897 год — 661
- 1908 год — 818
- 1920 год — 809
- 1926 год — 750
- 1949 год — 303
- 1958 год — 505
- 1970 год — 160
- 1979 год — 119
- 1989 год — 72
- 2000 год — 66

Национальный состав на 2010 год — русские (73%) и чуваши (27%).

## Инфраструктура
Начальная школа.